# Medio.Rhein.Erft
Das Medio.Rhein.Erft (Eigenschreibweise: MEDIO.RHEIN.ERFT) ist ein Veranstaltungshaus im Zentrum der Kreisstadt Bergheim. Neben zwei Sälen und sieben Multifunktionsräumen sind in dem Kultur- und Medienzentrum ein Ticket-Shop, das Café Medio.Lounge und die Stadtbibliothek Bergheim angesiedelt. Auffälliges Markenzeichen des Veranstaltungscenters ist seine kupfergrüne Fassade.

## Geschichte
1996 begannen Überlegungen und Planungen, die alte Bergheimer Stadthalle in ein modernes Kultur- und Medienzentrum umzubauen, da erheblicher Sanierungsbedarf bestand.
Nach einem Architektenwettbewerb im Rahmen einer Planungswerkstatt im Jahr 1997 erfolgte 1998 die Planungsvergabe und schließlich im Zeitraum 1999 bis 2004 die Bauphase. Diese wurde durch die politischen Gremien unter Einbeziehung der Bürger und Vereine begleitet. Mit Wirkung zum 1. Juni 2003 wurde die Betreibergesellschaft des Medio.Rhein.Erft als Tochtergesellschaft der Kreisstadt Bergheim in der Rechtsform einer GmbH gegründet, die BM.Cultura. Der Umbau wurde 2004 fertiggestellt und die neue Veranstaltungshalle im September 2004 eingeweiht.

## Angebot

### Kulturveranstaltungen
Im Gebäude finden Kulturveranstaltungen statt. Diese werden sowohl von externen Veranstaltern als auch von der BM.Cultura ausgerichtet. BM.Cultura veranstaltet eigene Kulturveranstaltungen, vor allem in den Genres Klassik, Theater, Rock, Pop, Jazz, Blues, Weltmusik, kölsche Mundart und Kabarett. Damit nimmt die BM.Cultura den Kulturauftrag der Kreisstadt Bergheim wahr und orientiert sich hierbei an den vom Kulturausschuss festgelegten kulturpolitischen Zielen.
Seit Eröffnung fanden im Medio.Rhein.Erft mehr als 650 Kultur- und Unterhaltungsveranstaltungen statt. Dabei standen unter anderen bereits folgende Künstler auf der Bühne:
- Volker Pispers
- Klaus Doldingers Passport
- Helen Schneider
- Mezzoforte
- Schiller
- Osibisa
- Julia Neigel
- Basta
- R.A.D.
- Brings
- Bläck Fööss
- Tommy Engel
- Ten Years After
- WDR Rundfunkorchester Köln
- Mario Barth
- Dieter Nuhr
- Atze Schröder
- Paul Panzer
- Johann König
- Urban Priol
- Herbert Knebel
- Konrad Beikircher
- Lex van Someren
- Klaus Maria Brandauer
- Daliah Lavi
- Gudrun Landgrebe
- Frank Schätzing
- Martin Rütter

Seit 2010 wird das Kulturangebot der BM.Cultura durch einen eigenen Förderverein, den Freundeskreis Medio.Rhein.Erft e.V., subventioniert.

### Vermietung
Die Räumlichkeiten im Medio.Rhein.Erft werden zur Vermietung angeboten. Der Große Saal mit einer Kapazität von bis zu 1.000 Personen, der Kleine Saal mit einer Kapazität von bis zu 250 Personen und diverse Multifunktionsräume können von Unternehmen, Institutionen, Vereinen und Privatpersonen für Veranstaltungen gebucht werden.

### Ticket-Shop und Ticket-Hotline
Im Zentralen Foyer des Medio.Rhein.Erft befindet sich der Ticket-Shop. Hier werden über ein Ticketsystem Eintrittskarten für Veranstaltungen im Medio und andere Veranstaltungsorte angeboten. Betreiber der Vorverkaufsstelle ist das Kartenhaus Würselen. Telefonische Kartenbestellungen sind über die Ticket-Hotline möglich. Außerdem können Karten auch online bestellt werden.

### Stadtbibliothek Bergheim
Seit dem Umbau der Stadthalle befindet sich auch die Stadtbibliothek Bergheim in den Räumlichkeiten des Medio. In der Bibliothek werden ca. 50.000 verschiedene Medien zum Entleihen angeboten. Außerdem stehen PC- und Internet-Arbeitsplätze zur Verfügung. Im Jahr 2009 wurden an über 100.000 Nutzer etwa 300.000 Medien entliehen.

### Catering
Das Medio.Rhein.Erft verfügt über ein hauseigenes Cateringangebot und arbeitet mit dem Veranstaltungsservice Schnorrenberg zusammen.

## Architektur
Die Planungen zum Umbau der Stadthalle in ein Kultur- und Medienzentrum nahmen 1997 ihren Anfang in einer dialogorientierten Entwurfswerkstatt mit fünf Architekturbüros und mündete 1998 in einem Planungsauftrag an eine Arbeitsgemeinschaft aus Zander und Busmann & Haberer. Die Vergabe erfolgte auf der Grundlage einer Bevölkerungsumfrage. Maßgeblich waren hierbei städtebaulich die weitgehende Erhaltung des Hubert-Rheinfeld-Platzes sowie die neue Gestaltung im Übergang zur Fußgängerzone sowie der sensible Umgang mit der bestehenden Stadthalle. Eine architektonische Besonderheit des Medio.Rhein.Erft ist die kupfergrüne Fassade, die häufig mit einem Schiffsbug verglichen wird.

## Investitionen
- Medio.Rhein.Erft: 17,90 Mio. EUR
  - davon Landesmittel: 8,32 Mio. EUR

- Hubert-Rheinfeld-Platz: 0,87 Mio. EUR
  - davon Landesmittel: 0,45 Mio. EUR

## Auszeichnungen
In den Jahren 2009 und 2011 wurde das Medio.Rhein.Erft mit der Nominierung für den Best Center Award vom Europäischen Verband der Veranstaltungs-Centren ausgezeichnet.
Zudem wurde die grüne Gebäudefront des Medio mit dem Preis „Die schönste Fassade 2005“ gekürt, der von der Fachzeitschrift DDH und Rheinzink ausgeschrieben worden war.